# اکوناک
اکوناک (به لاتین: Akunnaaq) یک منطقهٔ مسکونی در گرینلند است که در گرینلند واقع شده‌است.

## خصوصیات
اکوناک ۱۰۱ نفر جمعیت دارد.